# سنینا
سنینا (به لاتین: Snina) یک شهرک در اسلواکی با جمعیت ۲۱٬۳۲۶ نفر است که در Snina District واقع شده‌است.